# 三乙酸甘油酯
三乙酸甘油酯，结构式[CH3C(O)OCH2]2CHO(O)CCH3。

## 性质
无色无嗅油状液体。不溶于矿物油，稍溶于水，溶于丙酮，与乙醇、乙醚、氯仿、苯等有机溶剂混溶。无毒，无刺激性，与皮肤接触不会引起过敏。

## 制备
由甘油与乙酸（或乙酐）在硫酸催化下进行酯化，再经中和、精制而得。
{\displaystyle \ 3(CH_{3}CO)_{2}O}(乙酐) {\displaystyle \ +\ HOCH_{2}CHOHCH_{2}OH\ }{\displaystyle \ {\xrightarrow {H_{2}SO_{4}}}\ CH_{3}COOCH(CH_{2}OOCCH_{3})_{2}+3CH_{3}COOH}

## 用途
用作乙烯基聚合物、共聚物和纤维素树脂（如作烟卷过滤嘴的醋酸纤维）的增塑剂。在医药工业用作携带剂和溶剂。香料调香中用作定香剂和溶剂。也用作印刷油墨的组分。